# Orwell Cove
Pour les articles homonymes, voir Orwell.
Orwell Cove est une communauté canadienne dans le comté de Queens sur l'Île-du-Prince-Édouard, au sud-ouest de Montague.